# CRAC-II
CRAC-II es tanto un código de computador  (llamado Cálculos de las Consecuencias de un Accidente de Reactor (en inglés: Calculation of Reactor Accident Consequences, CRAC) y el informe del año 1982 de los resultados de las simulaciones llevadas a cabo por el Sandia National Laboratories para la Comisión Reguladora Nuclear. El informe es referido algunas veces como CRAC-II ya que ese fue el programa usado en los cálculos, pero el informe también es conocido como el Estudio de Emplazamiento Sandia de 1982 (en inglés: 1982 Sandia Siting Study) o como NUREG/CR-2239. El programa computacional MACCS2 ha reemplazado al CRAC-III para evaluar las consecuencias de una fuga radioactiva.
El CRAC-II fue declarado como obsoleto y será reemplazado por el estudio Análisis de consecuencias del reactor de tecnología de avanzada (en inglés: State-of-the-Art Reactor Consequence Analyses).
Las simulaciones del CRAC-II calculaban las posibles consecuencias de una accidente en el peor escenario y bajo condiciones en el peor escenario también (un así denominado accidente clase 9) para varias plantas de energía nuclear en Estados Unidos. En el Estudio de Emplazamiento Sandia, el Indian Point Energy Center resultó con los cálculos de las más grandes consecuencias para una fuga SST1 (Spectrum of Source Terms, en castellano: Espectro de Términos de Fuente), con un número estimado máximo de afectados de alrededor 50.000 muertes, 150.000 heridos, y daños a la propiedad de entre $274 a  $314 mil millones de dólares (basado en las cifras en la época del informe en el año 1982). El Estudio de Emplazamiento Sandia sin embargo, es comúnmente utilizado en forma incorrecta con un análisis de riesgo, cosa que no es. Es un análisis de sensibilidad de diferentes cantidades de fugas de radiación y ahora generalmente se considera que una fuga SST1 no es un accidente creíble (ver más adelante).
Otro informe significativo son los cálculos NUREG-1150 del año 1991, que es una evaluación de riesgo más rigurosa de cinco plantas de energía nuclear estadounidenses.

## Liberación de responsabilidad del NRC para el CRAC-II y el NUREG-1150
"La Comisión Regulatoria Nuclear de Estados Unidos ha dedicado considerables recursos de investigación, tanto en el pasado como actualmente, para evaluar los accidentes y las posibles consecuencias públicas de accidentes graves de reactor. Los estudios más recientes de la Comisión Regulatoria Nuclear han confirmado que las anteriores investigaciones sobre el tópico llevaron análisis de consecuencias extremadamente conservadores que generaron resultados no válidos al intentar cuantificar los posibles efectos de accidentes graves muy poco probables. En particular, estos previos estudios no reflejan las actuales condiciones en diseño de plantas, operación, estrategias de manejo de accidentes o mejoras de seguridad. Estos a menudo usan estimados o supuestos innecesariamente conservadores respecto a posibles daños al núcleo del reactor, la posible contaminación radioactiva que podría ser liberada, y las posibles fallas del recipiente del reactor y edificios de contenimiento. Estos estudios previos también han fallado en modelar realísticamente el efecto de la preparación para la emergencia. El personal de la Comisión Reguladora Nuclear actualmente está buscando una nueva, actualizada evaluación de accidentes graves posibles y sus consecuencias".